# Parsman I
Parsman I (gruz.: ფარსმან I) (zm. 58) – w latach 1-58 był królem Kartli, starożytnego gruzińskiego królestwa, znanego w źródłach klasycznych jako Iberia. Pochodził z dynastii Parnawazydów.